# Gare de Valence-d’Agen
Gare de Valence-d’Agen – stacja kolejowa w Valence-d’Agen, w departamencie Tarn i Garonna, w regionie Oksytania, we Francji. Została otwarta w 1856 przez Compagnie des chemins de fer du Midi et du Canal latéral à la Garonne. Obecnie jest zarządzana przez SNCF (budynek dworca) i przez RFF (infrastruktura).
Stacja jest obsługiwana przez pociągi TER Midi-Pyrénées.

## Położenie
Stacja położona jest na linii Bordeaux – Sète, w km 161,231 pomiędzy stacjami Golfech i Pommevic.

## Linie kolejowe
- Bordeaux – Sète